# جبيل (مصمودة)
جبيل هي إحدى مشيخات المملكة المغربية، تتبع جغرافيا لإقليم وزان وإداريًا لمصمودة. يقدر عدد سكانها بـ 6769 نسمة حسب الإحصاء الرسمي للسكان والسكنى لسنة 2004.